# Ярмолинец, Вадим Александрович
Вади́м Алекса́ндрович Ярмолинец (род. 12 марта 1958, Одесса) — русский прозаик, сценарист, радиоведущий, журналист.

## Биография
Крещён в младенчестве в храме святителя Григория Богослова и мученицы Зои в Одессе.
В 1984 году окончил факультет романо-германской филологии Одесского университета. Работал в одесских газетах «Моряк», «Комсомольская искра».
Соавтор сценария (с Сергеем Четвертковым) художественного фильма «Час оборотня», снятого в 1990-м году на Одесской киностудии.
В 1989 году эмигрировал в США, жил в Нью-Йорке. С 1990 по 2008 год — сотрудник нью-йоркской газеты «Новое русское слово». Публиковался в изданиях: «Парус», «Столица», «22», «Новый мир», «Октябрь», «Волга», «Новый Журнал», «Новая юность», «Иерусалимский журнал», «Вопросы литературы», «Интерпоэзия» Архивная копия от 22 августа 2011 на Wayback Machine, «Дерибасовская — Ришельевская».
В 2010 году учредил литературную премию им. О. Генри «Дары волхвов» (Нью-Йорк).

Литературный труд — наверное, одно из самых неблагодарных занятий человечества. Премии — один из немногих механизмов, которые помогают достойным авторам не сдаваться в борьбе с безразличием или усталостью редакторов, издателей, критиков, засильем модной псевдолитературы и банальным безденежьем. Очень приятно в этой ситуации выступать для них в качестве волхвов, приносящих дары за талант и ту одержимость, которая ещё зовётся преданностью литературе.
— Вадим Ярмолинец
С 2011 по 2023 год — ведущий ежедневного «Утреннего шоу Вадима Ярмолинца» на русском радио Нью-Йорка. Автор блога "Журнал Вадима Ярмолиница Архивная копия от 13 июля 2020 на Wayback Machine".

## Премии
- 2007 — повесть «К свету», шорт-лист премии им. Марка Алданова.
- 2009 — роман «Свинцовый дирижабль „Иерихон — 86-89“», шорт-лист Национальной литературной премии «Большая книга».
- 2012 — книга рассказов «Кроме пейзажа», лонг-лист «Русской премии».
- 2016 — роман «Записки самогонщика», лонг-лист Национальной литературной премии «Большая книга».

## Книги
- Проводы. Повести и рассказы. Нью-Йорк: Эффект, 2002; Одесса: Оптиум, 2003.
- У нас в Нью-Йорке. Очерки. Нью-Йорк: Эффект, 2003.
- Очко! Ироническая проза. Нью-Йорк, 2005.
- Свинцовый дирижабль. Иерихон 86-89. Роман. Серия: Лучшие наши писатели. Москва: Астрель, Олимп, 2010. Второе издание - "Рипол-Классик", Москва, 2015г.
- Кроме пейзажа. Американские рассказы. М.: Время, 2012.

## Интервью
- Вадим Ярмолинец. «Мои герои — люди моего окружения». Архивная копия от 4 октября 2012 на Wayback Machine
- Елена Серебрякова. Учредитель о конкурсе литературной премии О.Генри. Вадим Ярмолинец: «Любовь — лучшее средство для преодоления временных трудностей» // Пиши-читай. 2016. 31 мая. Архивная копия от 9 июля 2021 на Wayback Machine